# Flavocetraria nivalis
Classification phylogénétique
Espèce
Flavocetraria nivalis est un lichen de la famille des Parmeliaceae.